# IBM Watson

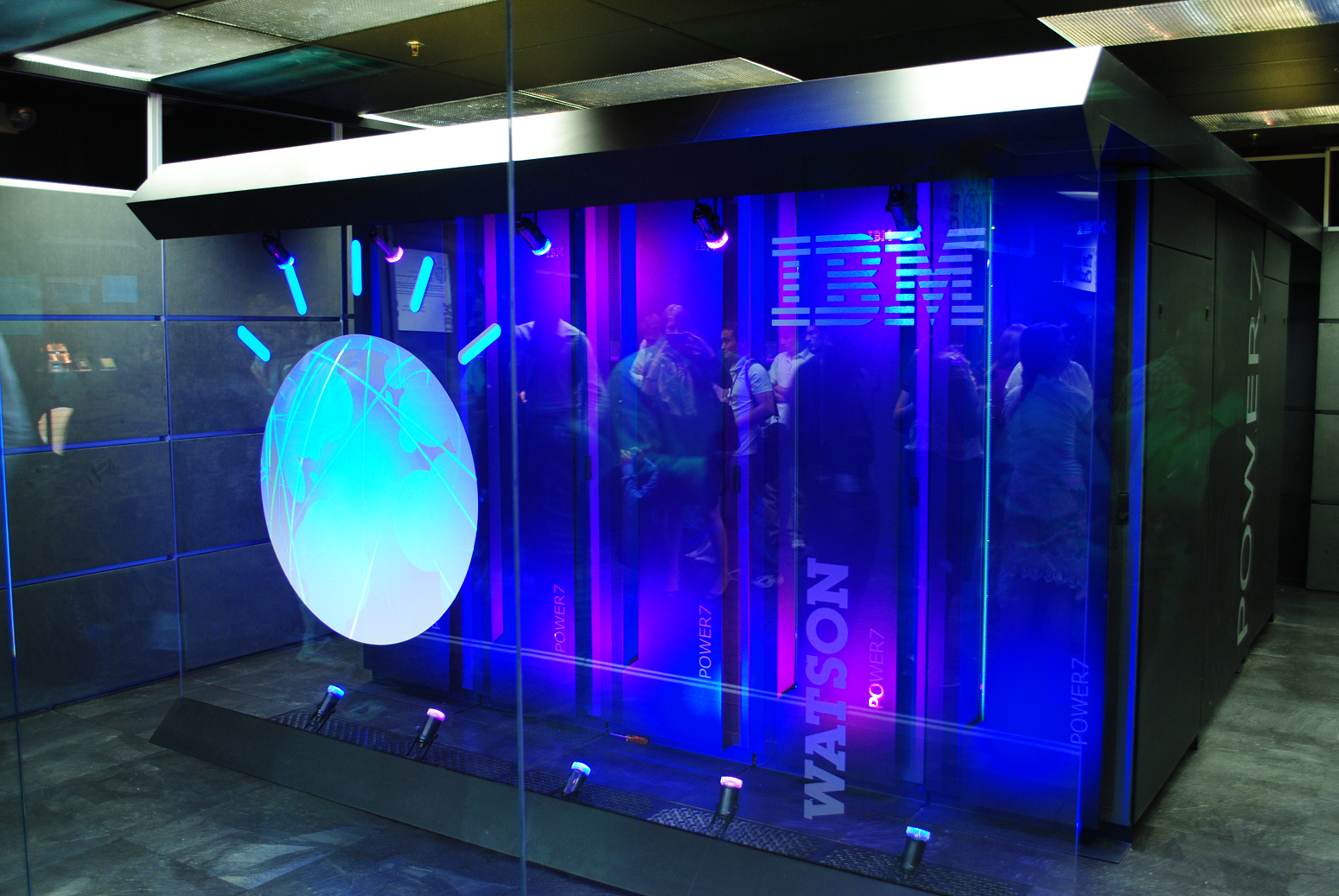
Суперкомпьютер IBM Watson 2011 года

IBM Watson — суперкомпьютер фирмы IBM, оснащённый системой искусственного интеллекта, созданный группой исследователей под руководством Дэвида Феруччи. Его создание — часть проекта DeepQA. Основная задача Уотсона — понимать вопросы, сформулированные на естественном языке, и находить на них ответы с помощью ИИ. Назван в честь первого президента IBM Томаса Уотсона.
В феврале 2013 года IBM объявила, что первое коммерческое приложение программной системы Watson будет предназначено для принятия решений по управлению использованием при лечении рака легких в Мемориальном онкологическом центре имени Слоуна-Кеттеринга в Нью-Йорке совместно с WellPoint (теперь Anthem).

## Описание платформы
Watson состоит из 90 серверов IBM p750, каждый из которых оснащён четырьмя восьмиядерными процессорами архитектуры POWER7. Суммарный объём оперативной памяти — более 15 терабайт.
Система имела доступ к 200 млн страниц структурированной и неструктурированной информации объёмом в 4 терабайта, включая полный текст Википедии.
В 2014 году IBM объявила об инвестировании 1 млрд $ в развитие проекта IBM Watson и о создании нового подразделения когнитивных вычислений Watson Business Group, в задачи которого входит разработка и коммерциализация облачных когнитивных (познание, изучение) сервисов в таких областях, как здравоохранение, финансы, путешествия, телекоммуникации и розничная торговля.
Продолжая успешно развивать проект IBM Watson, к 2018 году компания выпустила программные продукты: Watson Studio — для построения моделей машинного обучения и Watson SDK — для доступа к интернет-сервисам IBM Watson, которые доступны для операционных систем Linux, macOS и Windows. В частности, для ускорения работы в ОС macOS используется оригинальный фреймворк Core ML — созданный Apple для методов машинного обучения.

## Участие в «Jeopardy!»

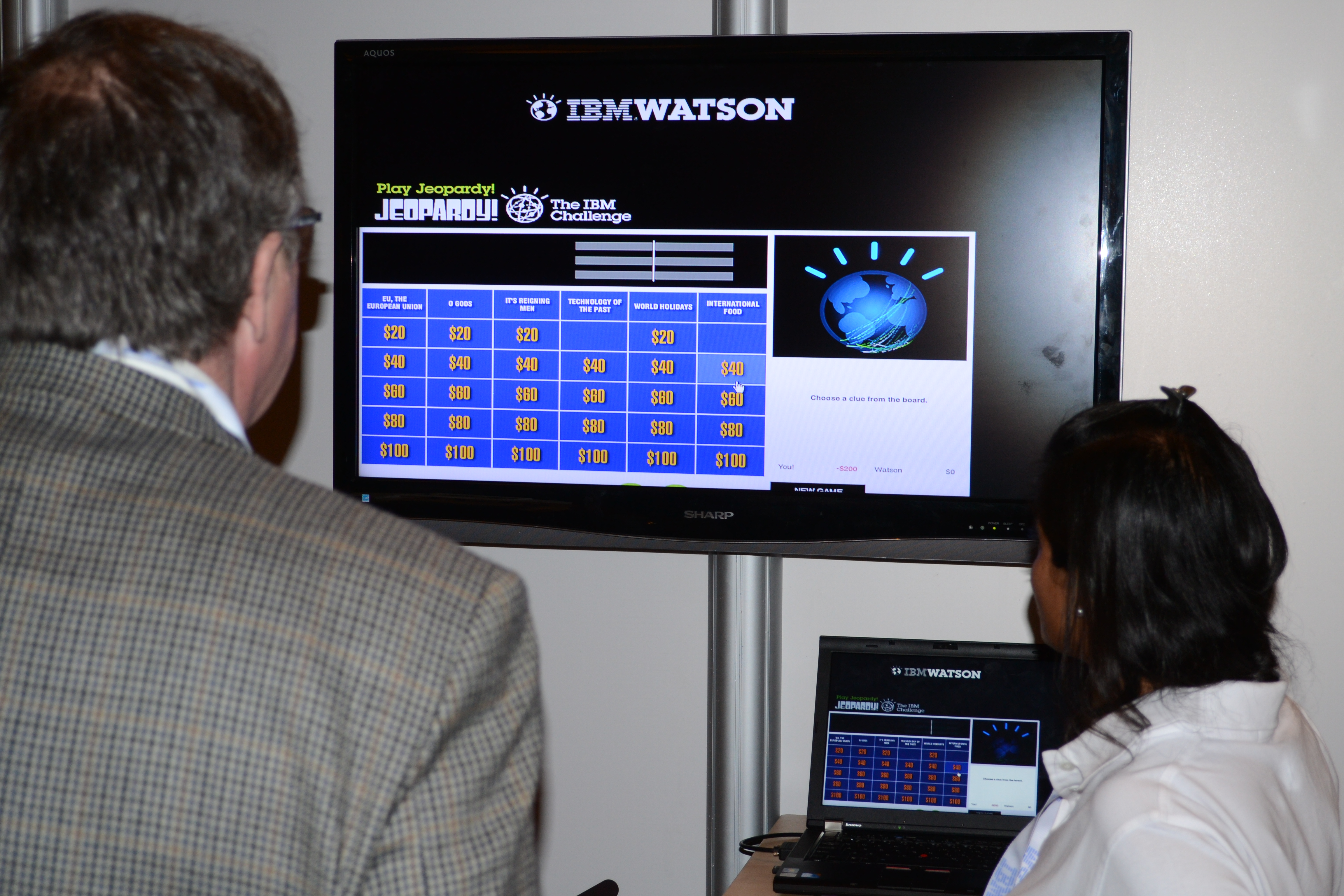
Демонстрационная консоль Watson на выставке

В феврале 2011 года суперкомпьютер принял участие в телепередаче Jeopardy! (российский аналог — «Своя игра»). Его соперниками были Брэд Раттер — обладатель самого большого выигрыша в программе, и Кен Дженнингс — рекордсмен по длительности беспроигрышной серии. Во время игры Watson не имел доступа к Интернету. Компьютер одержал победу, получив 1 млн долларов, в то время, как Дженнингс и Раттер получили, соответственно, по 300 и 200 тысяч.